# 新・浪人若さま新見左近
『新・浪人若さま新見左近』（しん・ろうにんわかさま にいみさこん）は、佐々木裕一による日本の時代小説で浪人若さま新見左近の続編。

決め台詞は「良心ある者は去れ。悪に与する者は、葵一刀流が斬る！」 。

## 概要
浪人若さま新見左近の3年後を描く作品である。後の江戸幕府第六代将軍である徳川家宣が一介の浪人である新見左近として、市中に繰りだし悪を討つ、秘剣・葵一刀流を遣うスタイルは引き続き継承されている。前作の主要人物も登場する。今までは藩邸から谷中のぼろ屋敷に移動して市井に紛れていたが、今回は藩邸から西ノ丸に移った事から、時折戻る浜御殿の抜け穴から家臣の家へ移動して市井を歩き回るスタイルに変更した。お琴達の住まいも前作から今作への過程で花川戸から三島町に変更した。

## あらすじ
家光の血を引く者達を守るために綱吉からのたっての頼みで世継ぎとして江戸城西ノ丸に入って三年。徳川綱豊としての平穏な日々を過ごしていた左近だが、密かにこころを交わすお琴の身に危難が訪れていることを知り、また江戸市中が不穏な動きに包まれてきたことを察知し、ふたたび浪人新見左近として市中に出ることを決意する。

## 登場人物
以下の項目はネタバレを含んでいるので要注意。

### 主な登場人物
新見左近（にいみ さこん） / 徳川綱豊（とくがわ つなとよ）
この作品の主人公。のちの徳川家宣だが本作ではまだ甲府藩主のままである。綱吉の頼みで江戸城西ノ丸に入ってからは徳川綱豊として暮らしていたのだが、お琴のために再び新見左近として秘かに城を抜け出す。後述する闇将軍一味との戦いの過程で以前のように大っぴらに市井に繰り出している。
お琴（おこと）
この作品のヒロイン。小間物屋である三島屋の主だったが前回の事件で自身が左近の弱点になる事を察し、中屋百合と共に京都の中屋で働くが後述の戸沢四門にストーカーされる事になり権八達の機転で江戸に戻ってくる。貴船屋の事件以降、左近と再会してからは浜御殿の近くに権八がかつての住居を再現して新たな三島屋を再開する事になる。今回は自分のせいで多方面に多大な犠牲を払ったにもかかわらず頑なにかつての生活を再現したがる等、強情な部分が目立つ。また、お酒もダウンするほど飲むようになり年のせいか若干「オバチャン」化してきている節がある。
権八（ごんぱち）
およねと京に住んでいたが、お琴のトラブルを察知して江戸へ戻ってくる。前作のラストで将軍家暗殺集団に襲われているからか肝っ玉が成長して後述する貴船屋一味に対しても上手く逃げ回っていたが、お琴とおよねが人質にされてしまって浜御殿へ向かい小五郎に連れられて左近と再会した。それでも呼び方は相変わらず「左近の旦那」で前と変わらない接し方をする。
およね
権八と共にやはり京にいたが同様にお琴のために江戸へ戻る。左近と再会してからは「左近さま」と以前のように接している。そのため相変わらずいじられているせいか左近はおよねに頭が上がらない。
岩城泰徳（いわき やすのり）
岩城道場の主。前作でお琴の護衛として京に向かった後、江戸に戻り、お滝の間に雪松を授かる。左近が西ノ丸様と言われる存在になっても以前と変わりなく接してくれる。事件があっても協力的。
岩倉具家（いわくら ともいえ）
泰徳同様、お琴の護衛として京に向かい1月ほど滞在していた。その後、薩摩へ武者修行へ行くも後述の自身の名を騙る人斬り・瑠城与一を追うため大宰府で引き返して江戸に戻ってくる。泰徳同様、事件に対して非常に協力的。成り行き上、遂に闇将軍と直接対決、鬼法眼流奥義・鬼の目で重傷を負わせるも自身も怪我を負ってしまう。

### 岩城道場関係者
お峰（おみね）
左近のかつての許婚で、お琴の姉。故人だが三年ぶりに左近の枕元に立ち、お琴の危機を知らせる。
お滝（おたき）
泰徳の妻で長男の雪松を産む。その後はかつての性格が変わり、穏やかな雰囲気を漂わせるようになった。
岩城雪松（いわき ゆきまつ）
泰徳とお滝の息子。故人である岩城雪斎から一字をもらっている。

### 街の人々
中屋百合（なかや ゆり）
江戸の京橋にある小間物屋の女将。前作でお琴を誘い、京の出店を任せたのち江戸に戻るも後述の戸沢によって店が全焼し自身も酷い火傷を負う。それにもかかわらず、訪ねてきたかえでにお琴や襲撃者の情報を提供した。
中屋仁右衛門（なかや にえもん）
中屋の主で百合の亭主。一方的に目の敵にしてきた貴船屋の陰謀で京の出店と江戸の本店を火事で失ってしまう。それでも百合が無事である事を確認すると共に自身の故郷である金沢へ帰る決意をする。かえでに貴船屋の情報を提供した。
相模屋徳治（さがみや とくじ）
呉服屋を営む主で幾つかの決められたサイズの着物を作り置きして売る現代的な商いで成長した。息子の松吉に手を焼くものの、その息子が冤罪になりそうなところを左近に助けられた。
相模屋幸代（さがみや ゆきよ）
徳治の妻だが息子の松吉を甘やかしすぎてしまい、徳治からは「だから馬鹿息子になった」と嘆かれている。
相模屋松吉（さがみや まつきち）
相模屋の若旦那であるが花会と称する博打にのめり込んで多額の借金をしてしまう。その上、無実の殺人容疑で死罪になりそうなところを左近らによって無罪放免となった。
相模屋喜代（さがみや きよ）
松吉の妹だが、兄と違って勝気な性格であり無頼相手でも全く引かない度胸の強さを持つ。
お葉（およう）
前述の松吉と恋仲で唄の師匠をして暮らしている。妹のおけい夫婦を人質に取られたため止む無く松吉を殺しの下手人と証言した後、消されそうになるも、かえでによって助けられた。
おけい
お葉の妹で既婚者。夫婦共々人質にされていたが、かえでに助けられた。
功太（こうた）
おけいの亭主で人質にされていた。用済みとして消されそうになったが手傷を負っても懸命におけい達をかばう。おけい同様、かえでに助けられた。
荒木半三郎（あらき はんざぶろう）
備州浪人で神田三河町の金五郎長屋に妻と娘の三人暮らしをしている。貴船屋の手先に騙されて金奉行の涌井を殺そうとするも誤解と知り、左近に助けられた。後に似たような手口で左近殺害の募集を知るも友人の江口が誘われそうになったのを防いだ。
江口（えぐち）
相模の浪人で荒木の友人。口入屋で荒木と知り合いで共に用心棒の仕事もしたことがある。荒木の腕前を知っており、左近殺害の募集の詳細を告げられてからは誘いに乗らず共にその場を後にした。
大久保藤兵衛（おおくぼ　とうべえ）
三島町の名主で新しい三島屋の客第一号。40代だが外見が若い。次男が婿養子に行って気が沈みがちな女房に気を使って簪と櫛を買ってあげようとする愛妻家。
宇野屋市兵衛（うのや　いちべえ）
三島町に何軒かある地本問屋の主。後述の和光堂の娘である美沙の幼馴染であり恋仲であった。安治郎が夫婦になる事を許さないと誤解しており駆け落ちを計画するも真相を知って美沙と宇野屋を盛り立てて行こうと決意する。
和光堂安治郎（わこうどう　やすじろう）
宇野屋同様、地本問屋の主。一見偏屈な性格に見えるが、その一方で前述の市兵衛の父である亮介に息子の将来を託されており二十歳になったら娘の美沙と夫婦にさせるつもりでいた。しかし娘が身籠っていたため予定より早く夫婦になる事を許した。
和光堂美沙（わこうどう　みさ）
安治郎の娘で市兵衛との関係を父が許してくれないと誤解していたが、父の本心を知って和解した。
美沙の母親
三島屋へ行った安治郎を心配して後を付けてきた。美沙が既に身籠っている事に気づき、その事がきっかけで市兵衛や美沙と安治郎が和解できた。
宇治屋長兵衛（うじや　ちょうべえ）
諸国銘茶問屋である宇治屋の主。妻のゆきを介してお琴の評判を知っており、吉祥衆の会合でも三島屋をよろしくお願いしたいと請け負ってくれた。
宇治屋ゆき（うじや　ゆき）
長兵衛の妻。花川戸町の三島屋時代からの客でもある。そのため京の事件を知っており、お琴の事を気遣ってくれる思慮深い性格の持ち主。
丹波屋十右衛門（たんばや　じゅうえもん）
三島町で口入屋を営む一方で吉祥衆と言う頼母子講のまとめ役でもある。お琴が嫌がらせを受けた事をいち早く知って心配して見に来てくれたり用心棒の斡旋をしようとしたり、後述の戸川兄妹の敵討ちに協力的等、非常に気配りの出来る人物。
村田屋の女将（むらたやのおかみ）
蝋燭問屋の村田屋を仕切る女将。夫に先立たれて以来、店を一人で盛り立ててきた。三島屋の常連の一人で吉祥衆の会合でも買った簪をお琴に見せた。
おたえ
前作に引き続き登場。西川東洋の診療所で働いていたが、そこに弟子入りしていた若い医者と夫婦になり、診療所を切り盛りするようになった。
戸川亀彦（とがわ　かめひこ）
作州津山藩の元藩士。妹の真緒と共に仇討ちの旅に出て江戸まで来た。その過程で岩倉を仇と誤解するも真相を知って一人で乗り込んでしまう。しかし左近達の助太刀で本懐を遂げ国許へ帰参した。
戸川真緒（とがわ　まお）
亀彦の妹。三島屋を一時手伝うが非常に人当たりが良く商才がある一面を持つ。兄が本懐を遂げた所で帰参が叶い、国許へ帰参した。
梅貞（うめさだ）
後述の飛騨屋より百両もの借金をして返せなくなって普請場で強制労働させられ女房も客を取らされている。耐えられなくなって家へ帰りたい旨を懇願するも石見の国へ行けと言われて船に乗せられて船上で沈められたものと思われる。
大山平三郎（おおやま　へいざぶろう）
浜松町の町名主で地元の誰からも愛されていた徳のある人物。藤兵衛とも面識があり小五郎の煮売り屋の常連でもあった。闇将軍の誘いを断ったために念蔵ら命で動いた後述の香川によって殺された。
大山半九郎（おおやま　はんくろう）
兵三郎の一人息子。父同様、地元の皆から「若」と称されて慕われている。香川の襲撃の際も父によって逃走に成功し小五郎を頼った。事件解決後は父の跡を継ぎ新名主となり従兄妹と共に街の平穏に努めた。
大山のぶ（おおやま　のぶ）
大山家の後妻だが吉原で客を取っていた過去を持つ。しかし半九郎の事を本当の息子のように思い、香川に消される今わの際にも身を案じていた。
佐敷の辰（さじきのたつ）
浜松町の地廻りを務めて兵三郎同様に町の人から慕われていた。しかし浜松町を支配したい後述の高輪の久米七に子分共々消された。
伊助（いすけ）
浜松町で米屋を営む。久米七によって月に1両よこせと言われて子分達の嫌がらせに遭い後述の町名主補佐役である惣八に何とかしてくれと詰め寄っていた。
松戸屋幸一（まつどや　こういち）
蔵前の札差を営み篠田家とも長い付き合いがある。そのため娘を攫われた時に真っ先に又兵衛を頼った。娘の命最優先で後述の日坂の文次一味に2万両もの金を渡してしまい商いが立ち行かなくなるも左近の計らいで見舞金と称した2万両を寄付してもらい、それが原因で又兵衛の頑なな気持ちが揺らぐきっけかにもなった。
おせん
後述する山川夫婦が暮らす新銭座町の近くにある貝殻長屋に暮らし、夫婦ともに顔馴染み。左近は夫婦の甥という事になっており、その顔見たさに度々現れたりする。
神田の質屋（かんだのしちや）
神田で七屋を営み後述の磯片真紀から値のある品を格安で引き取る事をしており、その事が又兵衛に知られて自分の身分を明かされながら問い詰められて磯片家の住所を知らせ、又兵衛が磯方に送った皿も買い戻された。
飯田屋民蔵（いいだや　みんぞう）
後述の磯片吉益と普請を一手に引き受けていたが、吉益共々無実の罪を着せられ自身は江戸から追放される。しかし事件解決後に又兵衛の尽力により以前のようにまた吉益と共に働くようになった。
西島屋彦助（にしじまや　ひこすけ）
米問屋の主で権八に自身の別宅の普請を依頼していた。誰に対しても等しく接してくれるため仏のような人だと慕われていた。しかし同業である後述の刈羽屋の差し金により命を落とした。
和倉照斎（わくら　しょうさい）
妻の千秋と共に剣の修行で諸国を回っており越後に着いた際に行き倒れた所を助けてくれた道場主に恩を返すために手伝っていた。道場主の息子である後述の伊藤菊太郎が闇将軍の手先になり、弟子達も返り討ちに遭った事を知るや夫婦で後を追ってきた。奥義は千秋と同時に繰り出す「夫婦剣」だったが菊太郎の前には通用せず窮地に陥るも左近の助けによって無事解決した。
和倉千秋（わくら　ちあき）
夫の照斎と共に剣の修行をして諸国を回っていた。最終的に左近によって事件を解決された時、葵一刀流の剛剣ぶりに自分達の未熟さを改めて悟り、夫と再び修行の旅に出た。剣の腕は夫には及ばないが一方でどんな時も焦らず落ち着いて行動するようにしており、夫にもその点を注意している。
謙正/須藤万七（けんしょう/すどう　まんしち）
若き頃、千秋の父に師事するも剣より学問に優れ、その才を買われて西国の大名へ誘われていた。しかし程なく夫婦約束をしていた千秋の妹・夏代が病で亡くなり失意の上、失踪、仏門に入り麻布の水願寺の住職となり謙正と名乗るようになった。その成り行きで江戸に来た和倉夫婦に宿坊を提供した。
伊藤勝宗（いとう　かつむね）
和倉夫婦を助けた越後の剣術道場主で既に故人。後述する息子の菊太郎には幼い頃から真剣の稽古を強いたり止めようとした妻に暴力を振るったり今でいうDVを行う一面もあった。そのせいで息子が間違った方向に行った事を悔いていたせいか自身の死の直前まで息子の身を案じていた。
高松屋（たかまつや）
四谷忍町で商いをしている中年の主。後述の四谷の雷蔵から執拗に立ち退きを迫られていた。そのため妾と共に妾宅にいた所を後述の咲本彦次郎の一団に襲われそうになるも事前に左近を用心棒にしていたため命は助かった。しかし命には代えられないのか逃げるように江戸を去っていった。
佐田夏美（さだ　なつみ）
慈念流の女道場主。父の跡を継いで道場を営んでいる。父が具家の師匠と剣友であったことから具家とは付き合いが長い。執拗な立ち退き要求にもめげずに健気に頑張っている。口では否定しているが本心では具家を一人の男性として慕っている事を左近に見抜かれていた。剣の腕は確かなもので後述の戸坂直是や駒定にも引けを取らなずに立ち向かった。
夢乃屋小左衛門（ゆめのや　こざえもん）
夏美の叔父で今は商家の主に収まっている。道場に不穏な動きが漂っている事を知っており、どうにかして夏美を然る所へ嫁入りさせようとしている。その一方で様々な嫌がらせをしている連中の事も嗅ぎまわっており、命の危険にさらされるも何とか無事で夏美に連中の正体を知らせる手がかりを提供した。
角海（かくかい）
諸国を放浪として言う木食坊主。もともと丹波の百姓の五男で仏門に入った数年後に木食修行をするも長続きはせず助けを求めた高野山に逗留していた。仏師としても優秀で気に入った場所でないと仕事しない。成り行き上、知り合った左近に仏像を所望され完成後に江戸を旅立った。一見人を食ったような性格だが、かえでや左近の正体をただ者でないと一瞬で見破る洞察力も併せ持つ。
勘助・三郎・源太（かんすけ・さぶろう・げんた）
権八の下で働いている若い大工。左近の事は権八からいつも聞かされていたため面識は無くとも知っていた。
相覚（そうかく）
愛宕権現の裏手にある慈光院の住職。角海に仏像を彫るのに良い場所だと言われて快く寺の部屋を貸す。自身もこの場所が気に入り50年もの間住職を務めてきた。
文夫（ふみお）
双井屋の普請現場で働く権八らの棟梁を務める。今でいうプロ意識が非常に高く、手抜きをしても良いから仕事を早く終わらせるように言われて疑問を持っている。その際に絵図面を広げて見せてくれたので結果的に悪事の一端を暴くきっかけを作った。
笠屋庄兵衛（かさや　しょうべえ）
七軒町で編笠を営む主で後述の反次郎と孝六らと共に七軒町の強引な開発に反対していたが、そのために命を落としてしまう。
おつた
庄兵衛の妻で夫が殺害された時に店を売る事を頑なに拒み信を置いていた反次郎に店を守ってくれるよう、ただ同然で譲り生まれ故郷の熱海で商いを始めて余生を過ごした。
小吉（こきち）
笠屋ただ一人の奉公人で庄兵衛が殺害された時の目撃者。事件後、おつたの養子となり熱海で同じように奉公した。
三田屋反次郎（みたや　はんじろう）
庄兵衛と仲の良い仏具屋の主。庄兵衛同様、開発に反対していたため、おつたから笠屋を託された。しかし、その事が災いし結果として多額の借財を抱えてしまい、貯金も全てとられてしまい絶望のあまり自害した。
おまき
反次郎の妻であるが商いには興味が無く歌の稽古先の師匠と不倫関係になっていた。そのため家の財産を全て巻き上げて上方へ駆け落ちしてしまい結果として反次郎の死の一端となった。
おさい
三田屋の奉公人で、反次郎が自害した時、孝六に一連の出来事を話した。
孝六（こうろく）
権八が贔屓にしている履物屋の主。庄兵衛と半次郎らと一緒に七軒町の強引な開発に反対し続けてきたが、両名が死に自身にも命の危険が迫ったため店を売って江戸を去った。
新井白石（あらい　はくせき）
本所で妻と暮らしており、子供たち相手に私塾を開いて生活している。御家人達の凋落ぶりに常々腹を立てており、そのためトラブルになっていた所を左近に助けられた。

### 甲府藩関係者
西川東洋（にしかわ　とうよう）
甲府藩御典医であり上野北大門町で開業していたが弟子の若い医者と女中のおたえが夫婦になった事、左近やお琴達の事が心配で七軒町に移り住んだ。今回も左近達にとっては頼もしい存在である。
間部詮房（まなべ あきふさ）
前作で左近の義父、新見正信に見出され左近の側近になった。今作では西ノ丸小姓頭に昇格している。監視したがる又兵衛と近侍四人衆に対して良いイメージを持っておらず後述の雨宮と協力して監視の目をくらましている。その一方で四人衆の一人である望月に関しては自分達の味方である事を早くから見抜いている等、相変わらずの洞察力を持つ。
雨宮新之亟（あまみや しんのじょう）
前作で甲府藩に召し抱えられ勘定方として才を振るっている。そのため間部と共に浜御殿の運営を行っている。後述の近侍四人衆とも親しくなるほどコミュニケーション能力が高い。
吉田小五郎（よしだ こごろう）
甲州忍者の頭領。今回も引き続き左近にとって重要な探索網として活躍する。貴船屋の事件後は以前のように煮売り屋の主としてお琴の警護に付いた。
かえで
甲州忍者の女忍びで大火傷を負った百合から情報を得た後、中屋夫婦が江戸を出るまで警護した。小五郎同様、貴船屋の事件後は煮売り屋としてお琴の警護をする事になった。
山川吉助（やまかわ きちすけ）
前作で左近が根津の藩邸から出る抜け穴を管理していた老人で、今回フルネームと既婚者である事が判明した。左近の叔父という事で自宅を左近が市井に出る拠点とする。
山川紋（やまかわ もん）
吉助の妻であり初対面である左近に対して思わず見とれてしまう。左近の叔母として振舞い吉助同様、市井における手助けをするようになる。

### 篠田家関係者
篠田政頼（しのだ まさより）/又兵衛（またべえ）
綱吉の命で西ノ丸に入った左近の附家老になった。通称は又兵衛。左近の監視が目的で元大目付と元来の性格からか融通が利かない所がある。とはいえ、左近の事を嫌っているわけではなく職務に忠実なだけで普段は比較的フランクに接している。最初は左近が市井に出る事を断じて許さない姿勢だったが、ある事件をきっかけに左近が市井に出る事については寛容になった。その後は今までとは180度変わり甲府家の家臣達同様ノリノリの性格に変貌、左近がお琴の所へ行くと分かっていてもスルーする器の大きさを見せるようになる。結果として前作における養父・新見正信に相当する立ち位置になる。
篠田菊江（しのだ きくえ）
又兵衛の妻で、後述の克之介と共に篠田家を守っている。夫が帰って来る度に家の事を詳細に語り合うほど夫婦仲は良好。そして又兵衛も唸らせる料理上手でもある。
篠田克之介（しのだ かつのすけ）
又兵衛の息子だが未だ無役である。父とは対照的に呑気な性格なものの、又兵衛を案じて隠れていた穂積の気配を察知する鋭さは父譲りと言える。愛妻家で留守にしている父の身を案じている誠実な性格の持ち主。
篠田千里（しのだ ちさと）
克之介の妻で夫とは仲良く暮らしている。武家の妻らしく孫たちもきちんと礼儀作法をしつけるしっかり者。
篠田龍之介（しのだ りゅうのすけ）
勝之助と千里の間に産まれた男三兄弟の長男。幼いながらも祖父である又兵衛に対して礼節をわきまえている。
篠田なつめ（しのだ なつめ）
篠田家の長女。又兵衛が浜屋敷で愛されている棗の木にちなんで名づけられた。
三宅兵伍（みやけ ひょうご）
近侍四人衆の一人で左近と同い年だが笑った顔をほぼ見せない位、真面目過ぎる性格をしていて又兵衛同様、融通の利かない部分がある。
早乙女一蔵（さおとめ いちぞう）
近侍四人衆の一人で兵伍と違って穏やかな性格な一方、剣の腕は確か。
砂川穂積（すながわ ほづみ）
近侍四人衆の一人で最年少。最も気が利く人物であり又兵衛からも凄腕の隠密と称されるほど密偵としての腕も確か。深明流小太刀術を操る。
望月夢路（もちづき ゆめじ）
近侍四人衆の一人。一部屋離れていても囁き話を正確に聞き取れるほどの地獄耳の持ち主。その一方で左近に忠誠を誓っており浜御殿を出ている事も又兵衛には一切知らせていない。どころか自身も独自に探索を続けて、貴船屋に殺されそうになった際に左近に助けられる。そのため左近に対しては心酔している。
津田周三郎（つだ　しゅうざぶろう）
かつて近侍四人衆の配下だった一人。求めに応じて闇将軍の隠れ家を探っていたものの、ばれてしまい命を落としてしまう。しかし、その功を買われ家は存続となった。
友丘（ともおか）
津田の同僚で細面の男。闇将軍の隠れ家と、その行き先を何とか追っていたものの、やはり同様の襲撃に遭ってしまう。しかしながら一命はとりとめた。

### 徳川家関係者
徳川綱吉（とくがわ つなよし）
前作の終盤で起きた事件で左近を仮の世継ぎとして西ノ丸へ入れた。左近を大事にする気持ちは変わらず、浜御殿から市井へ抜け出して以前のような活躍をしている事を薄々気づいており、西ノ丸から浜御殿へ下る事にも敢えて反対していない。

### 幕府関係者
柳沢保明（やなぎさわ やすあき）
のちの柳沢吉保だが今作でもまだ保明のままである。側用人として相変わらずの切れ者ぶりを発揮している。綱吉と違い左近が浜御殿へ頻繁に行くことをあまり歓迎していない。
山佐興政（やまさ おきまさ）
勘定奉行で部下に当たる涌井の失態を糾弾していたが、実は後述の貴船屋と結託して月光院を阿片窟にして金を巻き上げていた。その罪を涌井に全て着せるつもりだったが真相を暴いた左近によって乗り込まれて観念したのか切腹した。
涌井錬次郎（わきい れんじろう）
金奉行で部下達の失態により窮地に陥るが、襲撃に偶然居合わせた左近の腕を見込んで用心棒として雇う。事件が解決してからも浜御殿へ赴き情報を渡していた。
木村主水（きむら もんど）
涌井の配下の一人だったが山佐と通じており月光院の用心棒をしていた。真相を知った涌井を消そうとするも左近の剛剣の前に倒された。
遠田直弼（とおだ なおすけ）
涌井の配下で木村に連れていかれた月光院で阿片漬けにされたため番町で発狂してしまう。
仁川彦十（にがわ ひこじゅう）
涌井の配下だったが木村に唆されて遠田同様、月光院で阿片漬けにされた挙句、神田で発狂した後に御先手組に殺された。
東郷房之（とうごう ふさゆき）
戸沢の誘いに乗った浪人の一人で、その場にいた夢路も誘う。実は柳沢が放った公儀隠密の一人だったが貴船屋達には既にばれており夢路を庇うために自身は突き付けられた戸沢の刀で自害した。
米倉英明（よねくら　ひであき）
若年寄をしていて近々老中に出世するとの噂もある人物。その一方で土井屋を動かし後述の小野親貞を自身の側へ引き寄せて磯片吉益を改易して、普請事業で私服の限りを肥やす。しかし吉益の帳面と左近の活躍により自身は切腹に追い込まれた。
林信篤（はやし　のぶあつ）
湯島聖堂におり綱吉の信任も厚い人物。又兵衛から左近の教育係を紹介して欲しいとの願いを却下したが、それは左近が次期将軍候補と言う流れになる事で左近の身の危険を作る事を避けるためであった。
香祥院（かしょういん）
具家の義理の母。かつて酒井忠清ともただならぬ仲であった。息子同様、左近に6代将軍になって欲しいと思っている。成り行き上、又兵衛と親しくなり話の中で新井白石の存在を伝えた。
戸田忠昌（とだ　ただまさ）
老中の一人で後述の若年寄である萩野忠頼による偽の通報により左近を疑ってしまい、潔白を信じる一方で立場上、左近を身動きが取れない状態にしてしまった。
牧野成貞（まきの　なりさだ）
前作における最終的な黒幕。左近が仮の世継ぎと聞いて安心したのか、一連の事件の追求を恐れたのか史実通り隠居を綱吉に願い出て自らは政治の表舞台から去っていった。

### 南北奉行所関係者
西条氏信（にしじょう うじのぶ）
心優しい北町奉行として町民に知られている。六木の事件に貴船屋がいたこと、更にその裏に闇将軍が関係している事を左近に伝えた。かつての左近の活躍を知っているのか市井に出回っている事にも目を瞑り、逆に探索に協力的な姿勢を示す。
菱山一二三（ひしやま　ひふみ）
南町の筆頭与力。文武に優れ、人望も厚く南町奉行から全般の信頼を得ている。暮らしぶりも質素で職務熱心。実は闇将軍の手先で屋敷の下男に扮している寛七に妻子を人質にされて止む無く悪事に加担させられていた。しかし念蔵達の事件の際、左近や小五郎らの正体を察し協力を依頼する。事件解決後は左近の意向で家族共々、甲府で暮らすことになった。
菱山明代（ひしやま　あきよ）
一二三の妻で寛七に捕えられていた。事件解決後は息子の将来を案じて涙を見せるも左近によって夫の罪を無かった事にしてもらい、更には甲府で家族一緒に暮らせる事、左近の正体を知った事で立ち直った。
菱山正太郎（ひしやま　しょうたろう）
一二三の一人息子。まだ8歳だが非常に礼儀正しさを持つ。将来立派な侍になり西ノ丸で仕えるようになれると左近に期待された。

### 旗本・御家人関係者
江村勝之進（えむら　かつのしん）
信州河合藩、江村淡路守の実弟。分家の許しを賜るため登城した際に綱吉の目に留まり本丸小姓に取り立てられるも、その重圧で胃を悪くしてしまう。痛みを和らげるために阿片に手を出し二葉町の大通りで発狂。穂積が気絶させるも結局切腹の沙汰が下された。しかし河合藩自体の改易は免れた。
倉山門太夫（くらやま　もんだゆう）
勝之進の用人。主が左近の行列を乱した罪で左近に自身の切腹を願い出るも却下される。その後、阿片の出元が月光院と知り切り込むも、木村によって殺された。
磯片佐内（いそかた　さない）
又兵衛の元同輩にして親友。若き頃は又兵衛同様血気盛んな熱血漢であった。娘婿が無実で改易に処されてからは娘夫婦と三河町四丁目の梅長屋で暮らしていた。親友の無念を思う又兵衛と、その思いを汲んだ左近達の活躍により娘婿は改易を取り消され元の生活に戻れた。
磯片真紀（いそかた　まき）
佐内の一人娘で吉益の夫だったが改易により生活苦に陥り家の物を質屋に入れて家計の足しにしていた。しかし武家の才女である故、世間知らずな所があり高価な物を言い値で引き取らされていた。
磯片吉益（いそかた よします）
真紀の夫であり書院番から普請の知識を買われて小普請奉行組頭に出世していたものの無実の罪で改易の憂き目に遭う。その後は日雇いの仕事をしながら事件の真実を調べていた。真実を明らかにしようとして重傷を負うが左近達の計らいで事件の真相を暴いたことにされて、元の仕事に復帰できた。
小野親貞（おの　ちかさだ）
吉益の元部下だったが土井屋と結託して裏切り、改易に追い込んだ男。証拠を揃えて土井屋に乗り込んだ又兵衛と佐内らを一時的に圧倒するも左近の活躍により最終的には切腹に追い込まれた。
甫本（ほもと）
五千石の旗本である宇貝家の用人を務める。権八とは10年前の花川戸町にいる頃から親しくしており身分の差を超えて軽口を叩き合える関係。好物は日本橋のとある店で売られている甘さを控えた羊羹。
尾東京馬（びとう　きょうま）
二百石の旗本で後述の咲本彦次郎を斬った咎で蟄居を命じられる。実は彦次郎達の悪事を懲らしめるために自信を犠牲にしての事だった。実際、普段は物静かで、かつ初対面の権八とも意気投合して仕事を一緒にしたりと人間性が出来ている人物である。最終的に左近や又兵衛の活躍で御咎め無しとなり、蟄居は解かれて元の生活に戻った。権八からは「京馬の旦那」と呼ばれ左近同様、親友のような間柄となった。
大藪久代（おおやぶ　ひさよ）
番町の三百石旗本・大藪弾正の妻で尾東家の隣人。自身の子供の事で無実の罪を背負って死のうとしている京間を案じている。
大藪敬一郎（おおやぶ　けいいちろう）
大藪家の長男で学問に優れて小姓見習の話が来ていた。しかし後述の咲本彦次郎とつるんで悪さをしていたため抜けようとするもやむを得ない理由で犬を殺してしまい咲本に脅されていた。自分を守ろうとした弟を死に追いやってしまい出奔してしまった。
大藪恒之介（おおやぶ　こうのすけ）
大藪家の次男で兄の行状を案じていた。兄が脅されている事を知り、集金中の商家の手代から金を奪って解決した。しかし、その手代が身投げした事を知り罪の意識に悩まされたため京馬に自身の殺害を依頼するも断られて切腹してしまった。
咲本彦次郎（さきもと　ひこじろう）
二千石の旗本・咲本弾正の息子で放蕩三昧のため四谷のお抱え屋敷に勘当同然のごとく遠ざけられている。そのせいで後述の四谷の雷蔵にお抱え屋敷で開かせていた賭場で借財を重ねて言われるままに悪事に加担していた。最終的には高松屋の用心棒をしていた左近と小五郎に捕まり切腹に追い込まれた。
咲本弾正（さきもと　だんじょう）
彦次郎の父で自身の立身出世と出来の良い四男の事しか考えていない。そのため万一を考えて彦次郎を自身に関わりないよう切り離していた。しかし真相が明るみになり改易こそ免れたものの家禄を大きく減らされ隠居に追い込まれた。
岡辺栄太郎（おかべ　えいたろう）
御家人・岡辺家の嫡子で13才。元服したら御先手組として励みたいと日々剣の修行に熱心である。夏美と具家を純粋に慕っており両者が夫婦になる事を願っている。たとえ親であっても間違った事には従わない信念の持ち主。
岡辺宗八郎（おかべ　そうはちろう）
栄太郎の父で御先手組にいたのだが体を悪くしたため役を引いていた。息子のためと御先手組頭の言いなりになり掛けたが当の息子に説得されて己の過ちを悟った。
栄太郎の母（えいたろうのはは）
後述の戸坂の手の者から金を受け取っており息子を佐田道場へ通わせないようにしていた。また息子自身が重傷を負い原因ともいえる夏美を憎んでいたが息子の説得で夫婦共々、夏美に謝罪した。
銕之丞（てつのじょう）
栄太郎の兄弟子で最も年長である。自分は佐田道場へ行きたいのに御家人である親に反対されて行く事が出来ないと他の子供らと悔しがっている。それが栄太郎に裏がある事を気付かせた。
戸坂直是（とさか　なおつな）
御先手組頭で治安維持の名目で四谷忍町に来た。その目的は一帯の家を全て立ち退かせて歓楽街に変えてしまう事である。妾である後述の駒定の言うがままに職権を乱用して最後まで残っていた佐田道場を道場主ごと消そうとしたが具家の協力を得た夏美によって倒された。
増岡家の嫡男（ますおかけのちゃくなん）
5千石直参旗本である増岡家の嫡男で辻斬りの病があり幕閣でも問題視されていた。しかし綱吉の母である桂昌院の縁者であるため表向きにされずにいた。真相を知る後述の萩野忠頼に利用されて始末された。

### 諸大名関係者
阿内熊定（あない　くまさだ）
幕閣の一部と懇意にしており、闇将軍の名を騙り用人の杉崎に命じて刈羽屋らを利用して私腹を肥やしていた。最終的には全ての目論見が失敗し自分自身も闇将軍の手によって登城の途中で殺された。
杉崎（すぎさき）
阿内家の江戸家老であり私腹を肥やすべく刈羽屋を焚きつけて邪魔者を始末してきた。
黒母衣組四人衆（くろほろぐみ　よにんしゅう）
阿内家随一の遣い手で頭目の雨谷（あまや）を始め、甲本（こうもと）、源田（げんだ）、布川（ふかわ）の4人から構成されている。後述の伊藤菊太郎の補佐役として和倉夫婦を殺害しようとするも二人の夫婦剣の前には全く太刀打ちできなかった。

### 闇将軍一味
序盤の敵対勢力で、江戸の者達を毒牙にかけて甘い汁を吸い江戸全体を裏から支配しようとしていた。その正体は三河以来譜代の大名である萩野家関係者であり、柳沢に成り代わり自分達が大老の地位に就いて権力を掌握しようと江戸市中や幕閣内で悪事を働いていた。ここでは一味の中心に近いものを記載、それ以外は悪徳町人、その他の悪人を参照。
真の闇将軍（しんのやみしょうぐん）/萩野忠頼（はぎの　ただより）
表向きは三河以来の譜代で文武両道な若年寄で綱吉の信頼も深く勝ち得ている一方、成り上がりに過ぎない柳沢の台頭を許せずに弟の頼興を表向きの闇将軍に仕立て自身は裏から江戸の闇と幕閣を支配しようともくろむ。しかし左近らの活躍により焦りが生じ偽左近を登場させたことが完全に裏目に出たため、綱吉にも看破されてしまい、その命を受けた左近に屋敷へ乗り込まれ、その野望は打ち砕かれた。
闇将軍（やみしょうぐん）/萩野頼興（はぎの　よりおき）
忠頼の腹違いの弟で兄の実母である仙縁院に実の母共々追い出されたにもかかわらず、その兄の野望を叶えるべく、指示に従って闇将軍として暗躍、愛用の長い太刀で居合わせた具家と互角に渡り合える剣技を見せるも重傷を負う。なおも兄を大老の地位に就けるべく暗躍していたが前述の様に綱吉の命を受けた左近によって兄弟でいた所を屋敷に乗り込まれた。兄をも凌ぐ剣術も左近の操る葵一刀流の前には全く歯が立たず晒し首の刑に処せられた。
殺し屋（ころしや）
闇将軍に付き従う表情の無い男。千枚通しと短刀が獲物であり、企みに失敗した部下を即座に殺してきた。後述の駒定を消した際に居合わせた岩倉によって重傷を負い、同じく深手を負った闇将軍と共にその場から逃走した。
貴船屋六左衛門（きぶねや ろくざえもん）
京に本店を構える小間物屋の大店の主。京に出張ってきた中屋を一方的に敵視して江戸の本店もろとも全焼させてしまう。京橋南の弓町に店を構えている一方、配下を使って江戸全体から利を貪ろうと画策する。最終的にはお琴達を取り戻しに来た左近に追い詰められ煙玉を使って逃げようとするも闇将軍の手の者に消された。
飛騨屋辻左衛問（ひだや　つじざえもん）
材木問屋である飛騨屋の主。江戸近隣から無差別に男女を攫い男は普請場、女は女郎として客を取らせていた。更に旗本・畠山家に3万両の返済を待つ見返りに小名木川沿いのお抱え屋敷を賭場、女郎屋として荒稼ぎをして稼ぎを闇将軍に流していた。左近らに捕えられるも拷問により死亡した。消されたかどうかは不明。
念蔵（ねんぞう）
湊町に暮らす御用聞き。闇将軍の命で浜松町を新たな利権の温床にしようと名主の兵三郎を誘うも断られて殺した。配下である高輪の久米七らを使い息子の半九郎も殺そうとしたが左近らに阻止されて捕らえられる。そのため闇将軍の命を受けた菱山によって消された。
寛七（かんしち）
菱山家に長年仕えてきた下男で身の回りの世話をする一方、実際は闇将軍の命で菱山の妻子を人質として悪事に加担させていた。身のこなしと手裏剣から風魔の生き残りではないかと思われる。左近達に計画を潰されて逃走しようとした際に闇将軍に捕えられて消された。
駒定（こまさだ）
表向きは四谷塩町にある月屋と言う旅籠の女将。闇将軍の意を汲み目を付けた土地を歓楽地に変えるべく高松屋を追い出し、失敗した四谷の雷蔵も始末、更に御先手組頭の戸坂と組んで暗躍していたが岩倉と雪美によって追い詰められる。忍びの心得があるらしく四方手裏剣を使って応戦するも逃げる途中に闇将軍の殺し屋に消された。
正市（まさいち）
闇将軍直属配下の一人。傍に侍って命に従い七軒町を丸ごと闇の歓楽街に変えようとするも闇将軍自体が捕まり、同時に動き出した北町奉行所により本人だけでなく一味全てが捕縛された。
鷲鼻の男（わしばなのおとこ）
千枚通しの殺し屋に変わって邪魔者を消す役目をこなす。偽の左近を演じたことがきっかけで闇将軍の実態が綱吉にばれてしまう。更に葵一刀流の前に足がすくみ、あっさりと倒された。
与助（よすけ）
正市同様、闇将軍の傍で動く配下の一人。闇将軍が顔に受けた傷を治せる医者を見つけるも、肝心の医者が傷を消して直す事が出来ず「藪医者を連れてきた報い」を称して始末された。
家人の男女（かじんのだんじょ）
闇将軍の身の回りの世話をする男女。男は与助が始末された現場を目撃し青くなって正市に報告し、女は始末後の刀を渡すも拒まれた。描写からして女は妾だった可能性がある。
双井屋群右衛門（ふたいや　ぐんえもん）
闇将軍より直接の命を受けて江戸城下に巨大な闇の遊技場を作り、巨万の富を得ようと暗躍する。しかし、近侍四人衆らの探索により尻尾をつかまれるや否や自らの保身に走った闇将軍により後述の定吉と共に始末された。
定吉（さだきち）
双井屋の配下として表向きは旅籠とした闇の遊技場を建設すべく行動していた。建設に携わった大工達を口封じする事もためらわない残忍な性格。しかし結果的に自らが口封じのために双井屋共々始末された。

### 悪徳町人
六木伊三郎（むつき いさぶろう）
代々江戸の町名主を務めている一方で貴船屋の命で花会と称した博打で大店を嵌めて借金のかたに江戸の土地を次々に手に入れようと画策する。相模屋も罠にかけようとするも左近の活躍によって悪事が白日の下に暴かれお白州で死罪を言い渡された。
盛蔵（もりぞう）
六木の手下で地回りをしている。相模屋松吉の借金を取り立てに来た時は妹の喜代をかたに取ろうとするくらい腐った性根を持つ。六木の命で相模屋を襲撃するも待ち構えていた左近に返り討ちに遭い、小五郎に脅されて全て自供した。
兼明（けんみょう）
月光院の住職である一方、貴船屋から流れてくる阿片を売り捌き、月光院自体も阿片窟にして町人達等から金を吸い上げて貴船屋に納めていた。寺社奉行の山佐と共に寺にいた所を左近と涌田に乗り込まれて自身以外全て死ぬと命乞いをして阿片の流通元を白状した。
国松（くにまつ）
貴船屋の側近の一人で戸沢と共に浪人達を使って左近を探していた。お琴達を捕えた後、左近の元へ行く権八を付けて左近の正体を知るや戦慄、直後に小五郎に気絶されられて捕えられた。
大正親分（おおまさ　おやぶん）
地回りで飛騨屋とつるんで前述の様な一連の悪事を実行していた。使えない男は巧い話を持ち掛けて船上で殺して海に沈めてしまう極悪ぶりを示す。しかし様子をうかがっていた畠山家の家臣によって殺された。
高輪の久米七（たかなわのくめしち）
浜松町の縄張りを奪おうとしていたやくざ者。念蔵の命により上納金を商家から取り立てていた。邪魔になっていた半九郎を消そうとした直前に左近達によって捕らえられた。
惣八（そうはち）
長年、兵三郎を補佐するために大山家で働いてきたが、念蔵や久米七らと裏で繋がっており上納金の一部を分け前としてもらっていた。分け前にごねたため久米七の手により、おのぶとの心中自殺に見せかけられて殺された。
土井屋郡左衛門（どいや　ぐんざえもん）
幕府が手掛ける埋め立て普請を飯田屋から奪い取り、中抜きの限りを尽くしていた。左近らによって事件の全てが明らかになり真実を言えば罪一等減ずると言われたので何もかも白状し遠島の上、闕所になった。
直吉（なおきち）
もともと飯田屋の手代だったのだが、郡左衛門に店を持たせてやると言う甘言に乗せられて主を裏切る。そののち自分も消されそうになり重傷を負った。届けられた自身番において己の愚かさを悔いて全てを自供した。
刈羽屋兼五郎（かりわや　けんごろう）
大店の米問屋の主。自身の商売敵になる店を次々に潰して私腹を肥やしてきた。後述の杉崎用人から闇将軍の名を騙る事を勧められた上で悪事の限りを尽くしてきたので事件が明らかになった際に本当の闇将軍の一味によって財産をすべて奪われた挙句、皆殺しの目に遭った。
青松親分（あおまつおやぶん）
四谷忍町に縄張りを持つやくざ者。後述の正市に唆されて佐田道場を乗っ取ろうとするも左近の手により既に甲府藩の物になっていたため青くなって退散した。
笹井屋新右衛門（ささいや　しんえもん）
品川にある大旅籠の主。前述の双井屋に変わって正市より依頼を受けて行動していたが、元より自身のもうけにしか頭が無く普請の目処が立つや否や正市に数千両で買い取らせ、さっさと品川へ帰ってしまった。

### その他の悪人
戸沢四門（とざわ しもん）
貴船屋の用心棒で、これまで邪魔になる者達を次々に葬ってきた。霞斬りと言う切っ先が全く見えない技を使い相手を翻弄する。京にいた時に中屋の出店を仕切っていたお琴に一目ぼれして執拗にストーカーする。江戸に戻ったと知るやさらにしつこく探し回り、権八達ともども捕まえるが、やって来た左近の葵一刀流の剛剣には霞斬りも通用せずに絶命した。
瑠城与一（るじょう　よいち）
大阪で岩倉に敗れた後に岩倉の名を騙り金で人斬りを繰り返したのち飛騨屋の用心棒となった。戸川姉妹の仇でもある。最終的には左近らの助けもあり亀彦に止めを刺された。
香川（かがわ）
久米七の用心棒で新陰流の達人。大山親子を殺害しようとした張本人。父親に続いて息子も殺そうとしたが左近の葵一刀流のまえに敢え無く敗れた。
日坂の文次（ひさかのぶんじ）
西国と上方を荒らしてきた盗賊で盗みに入った先の男達を斬殺、女達は手籠めにしてから皆殺しする悪人。札差の松戸屋を襲った後、両替商の伊豆屋を襲おうとしたが用心棒をしていた左近によって阻まれた挙句、菱山に殺された。
山田（やまだ）
土井屋の用心棒で真相を探っていた磯片吉益を殺害しようとして失敗、さらに自身の配下に直吉を襲わせようとするも失敗した。また乗り込んで来た又兵衛と磯方佐内を始末しようとしたが助けに来た左近の葵一刀流には敵わず峰打ちにされ捕縛された。
伊藤菊太郎（いとう　きくたろう）
越後の剣術道場主である伊藤勝宗の息子。幼少より真剣の傾向を強いられた挙句、多くの傷を負い更に止めようとした母にも手を上げられて、それが原因で亡くなってしまった恨みを持つ。父に復讐したい一念で阿内らの企みに乗り邪魔者を始末してきたが、最後に和倉夫婦を殺害しようとしたが助けに入った左近に阻まれ自慢の殺人剣も葵一刀流の前には敵わず峰打ちにされた。
四谷の雷蔵（よつやのらいぞう）
四谷忍町一帯で賭場を開いていたやくざ者。その一方で闇将軍の命により町全体を歓楽街に変えるべく邪魔な商家を次々に潰してきたが、自分が脅していた彦治郎が左近に成敗されて真相が明らかになるや小伝馬町送りになり後述の駒定に口を封じられた。
園舎（えんしゃ）
三田屋の妻・おまきが唄のお師匠の所で知り合った役者。おまきを唆して三田屋の権利書を巻き上げる等、正市の支持で動いていた節がある。上方行く途中に品川宿で、おまきと常時を重ねていたが、その後の消息は不明。

## 用語
前作にも出てくる用語に関しては

### 流派
夫婦剣（めおとけん）
厳密には流派ではないが我流ともいえるので紹介する。和倉夫婦が独自に編み出したもので照斎か千秋のどちらか一方が相手の剣を受け止めている隙に、もう片方が攻撃する。いわば夫婦で攻守をその場の状況に応じて合わせて担うもので互いの息が合っていないと成立しないため「夫婦剣」と呼ばれる。
慈念流（じねんりゅう）
具家の師匠の剣友が受け継いでいた流派で作中では娘の夏美が操る。相手の力を利用したり素早く翻弄する一見トリッキーな感じだが一撃のもとに相手を気絶させる威力も持ち合わせる。

### 刀剣
清水州才（しみず しゅうさい）
名だたる刀匠の逸品で夢路の愛刀。このため逆に貴船屋にただの浪人ではないと思われて正体がばれそうになる。実は夢路が左近の近侍に選ばれた際に祝いの品として親戚から送られた新刀。
越後藤四郎（えちご　とうしろう）
伊藤勝宗の一番弟子の愛刀。伊藤菊太郎が弟子を殺害した際に奪い、研ぎに出した上で阿内熊定に献上した。

### 場所
新銭座町（しんせんざちょう）
左近の隠れ家の主である吉助と紋が暮らす町で、浜屋敷の堀を渡った先にある。旧作における谷中のぼろ屋敷周辺のように市井における左近の拠点である。
七軒町（しちけんちょう）
増上寺の門前町。権八達が江戸に戻った時に隠れ家として使った家がある。元々、百合からただ同然で譲り受けた物件だった。権八は左近と再会するまで、ここで大工の棟梁をして生活していた。左近との再会後は自身が使っていた大工達の住居になった。
三島町（みしまちょう）
新銭座町と目と鼻の先にあり、権八は左近とお琴の再会を予見して花川戸町における三島屋と小五郎とかえでの煮売り屋を再現していた。また裏手には権八夫婦が暮らす長屋もある。
新・三島屋（しん・みしまや）
作中では三島屋だが本項では花川戸町の店と区別するため新・三島屋と称する。左近の隠れ家の近くにある三島町で新たに再開された三島屋。今回もお琴が選りすぐりの小間物を取りそろえ、おみねの切り盛りで相変わらずの人気を保つ。
新・煮売り屋（しん・にうりや）
名称については三島屋同様。小五郎とかえでが今回も同じように営む。
鉄瓶長屋（てつびんながや）
新・三島屋の裏手にある権八夫婦が暮らす長屋。お琴を守るのに地の利もあるために夫婦はここを選んだ。一時期は戸川姉妹も伊丹屋の口利きで住んでいたことがある。
梅長屋（うめながや）
三河町四丁目にあり改易に追い込まれた磯片家が住んでいた。ここの住人いわく、お武家は磯貝家以外住んでいないとの事。
貝殻長屋（かいがらながや）
山川夫婦が暮らす新銭座町の近くにあり、左近の顔見たさに度々やって来るおせんが住んでいる。

### その他
吉祥衆（きっしょうしゅう）
三島屋の商家が加入している頼母子講。伊丹屋十右衛門が主宰している。月に1両ずつ出し合い6か月経過後にくじで金を受け取れる人を選ぶ。例外として特に困っている人は優先的に受取人になれる仕組み。
曜変天目（ようへんてんもく）
甲府徳川家秘蔵の茶碗。茶道が趣味の又兵衛は一目でそれを見抜いた。あっさり左近に下げ渡しされてからは茶を点てるのに浜御殿へ行くのを楽しみにするようになったほど。
伊万里焼の皿（いまりやきのさら）
骨董好きの磯方佐内が親友の又兵衛に頼み込んで無理やり譲ってもらった皿。二百両は下らないであろうともいえる逸品。元々は佐賀藩の先代藩主から又兵衛が譲り受けた物。

## 作品リスト
1. 不穏な影（2018年）
2. 亀の仇討ち（2018年）
3. 夫婦剣（2019年）
4. 桜田の悪（2019年）
5. 贋作小判（2020年）
6. 恨みの剣（2020年）
7. 宴の代償（2021年）
8. 鬼のお犬様（2021年）
9. 無念の一太刀（2022年）
10. 嗣縁の禍（2022年）
11. 不吉な茶釜（2022年）
12. すももの縁（2022年）